# آرمن گولاکیان

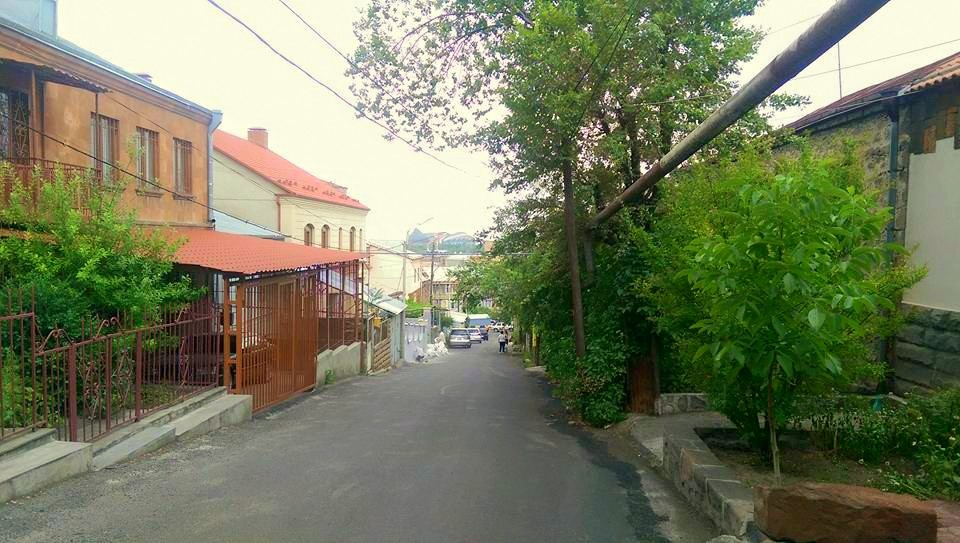

آرام کاراپتی گولاکیان ارمنی: Արամ Կարապետի Գուլակյան با نام تئاتری آرمن گولاکیان (ارمنی: Արմեն Գուլակյան؛  ۱ نوامبر ۱۸۹۹ – ۲۲ سپتامبر ۱۹۶۰) یک کارگردان نمایش، نمایشنامه‌نویس، թատերական ուսուցիչ, بازیگر، سیاستمدار اهل ارمنستان بود. وی بین سال‌های تا میلادی فعالیت می‌کرد.

## زندگی
وی در ۱ نوامبر [سبک قدیمی: ۲۰ اکتبر] ۱۸۹۹ در تفلیس به دنیا آمد و از مدرسه نرسیسیان (۱۹۲۱) و استودیو دراماتیک ارمنیان مسکو (۱۹۲۵) فارغ‌التحصیل گشت. همچنین برندهٔ جوایزی همچون نشان لنین، نشان پرچم سرخ کار، نشان برجسته افتخار، مدال دفاع از قفقاز. مدال کار شجاعانه در جنگ بزرگ میهنی (۱۹۴۵–۱۹۴۱)، هنرمند مردمی ارمنستان شوروی و جایزه استالین شده است. وی در ۲۲ سپتامبر ۱۹۶۰ در سن ۶۰ سالگی در ایروان درگذشت و در آرامستان مرکزی ایروان (توخماخ) به خاک سپرده شد.

## گزیده فیلم‌شناسی
از فیلم‌ها یا برنامه‌های تلویزیونی که وی در آن نقش داشته است می‌توان به ناموس (۱۹۲۵)، پپو (۱۹۳۵) اشاره کرد.